# Olej Lorenza
Olej Lorenza – środek profilaktyczny, będący mieszaniną w proporcji 4:1 trioleinianu gliceryny i trierukinianu gliceryny (czyli glicerynowych estrów kwasu oleinowego i erukowego), który ma zapobiegać tworzeniu długołańcuchowych kwasów tłuszczowych, stosowany w adrenoleukodystrofii.
Adrenoleukodystrofia jest rezultatem patologicznej mutacji genu, która powoduje wrodzony niedobór enzymu peroksysomalnej syntetazy acylo~S-CoA. W efekcie w organizmie gromadzą się długołańcuchowe nasycone kwasy tłuszczowe, które uszkadzają otoczkę mielinową, czyli osłonkę włókien nerwowych. Objawami adrenoleukodystrofii są: padaczka, ataksja, objawy niewydolności nadnerczy. W późnej odmianie tej choroby dochodzi do postępującego spastycznego niedowładu kończyn dolnych, ataksji móżdżkowej, upośledzenia czucia i zaburzenia zwieraczy. 
Augusto i Michaela Odone, rodzice nieuleczalnie chorego chłopca o imieniu Lorenzo, nie pogodzili się z nieuleczalnością choroby i na własną rękę rozpoczęli badania nad mieszaniną olejów, która miała powstrzymać postępy choroby. W efekcie dwuletniej kuracji stan ich syna przestał się pogarszać, a dziecko dożyło 30 lat.
W wyniku kilkuletnich badań udowodniono ostatecznie skuteczność oleju Lorenza jako środka profilaktycznego, który u 3/4 badanych chłopców zapobiegł dalszemu rozwojowi choroby lub zapobiegł jej wystąpieniu. U osób u których adrenoleukodystrofia wystąpiła, olej jest jednak nieskuteczny w leczeniu choroby, służy jedynie jako środek zapobiegający jej dalszemu postępowi.